# William Hardel
William Hardel († nach 1216) war ein englischer Kaufmann und Politiker. Er war der erste gewählte Mayor von London. 
William Hardel war ein bedeutender Weinhändler aus der City of London, der dazu Besitzungen in Vintry und in Bishopsgate Wards hatte. Von 1207 bis 1208 diente er als Sheriff von London. Unter dem Druck einer Adelsopposition versuchte König Johann Ohneland, sich die Unterstützung der City of London zu sichern und verlieh ihr im Mai 1215 das Recht der Bürgermeisterwahl, die zuvor vom König ernannt worden waren. Um diese Zeit wurde Hardel als Nachfolger von Serlo the Mercer zum vierten Mayor von London gewählt. Sein Vorgänger hatte bereits mit Verhandlungen mit Robert FitzWalter, dem Führer der Adelsopposition und Lord von Baynard’s Castle und damit Schutzherr von London begonnen. Hardel führte die Verhandlungen erfolgreich weiter, und als die City of London Ende Mai 1215 der Adelsopposition die Tore öffnete, war dies ein Wendepunkt in der Rebellion gegen den König. Die Unterstützung der mit Abstand wichtigsten und größten Stadt Englands bedeutete für die Rebellen erhebliche, vor allem finanzielle Unterstützung und zwang den König zum Einlenken. In der Magna Carta, die der König wenig später anerkennen musste, garantierte der König der City of London in Artikel 13 die Beachtung ihrer Rechte und Freiheiten zu Wasser und zu Land. Diese Bedeutung der City führte auch dazu, dass Mayor Hardel als einziger Bürgerlicher zu einem der 25 Barone gewählt wurde, die die Einhaltung der Bestimmungen der Magna Carta durch den König überwachen sollten.
Am 19. Juni, vier Tage nach Anerkennung der Magna Carta, erreichten die rebellischen Barone in einem weiteren Vertrag mit dem König, dass er ihnen als Pfand bis zur Umsetzung der Bestimmungen der Magna Carta, längstens bis zum 15. August die Besetzung Londons zugestand. Tatsächlich erfüllte der König nicht alle Bedingungen der Rebellen, womit die Stadt weiterhin in der Hand der Rebellen blieb. Auch während des folgenden Kriegs der Barone blieben Hardel, Serlo und die anderen führenden Kaufleute erklärte Gegner König Johanns. Im Mai 1216 öffnete die Stadt dem französischen Prinzen Ludwig, dem die Barone die englische Krone angeboten hatten, die Tore, und am 2. oder 3. Juni leisteten die Bürger, angeführt von Hardel und Serlo, dem Prinzen Hommage. Erst nach der Niederlage der verbündeten Franzosen und Rebellen unterwarf sich die Stadt nach dem Frieden von Lambeth im September 1217 dem neuen König Heinrich III.
Hardels Familie befand sich Anfang des 13. Jahrhunderts auf dem Höhepunkt ihres Reichtums und Erfolgs. Wie es bei Kaufmannsfamilien um diese Zeit nicht unüblich war, schwand ihr Reichtum im Verlauf des 13. Jahrhunderts, bis unter Eduard I. der Weinhändler und Goldschmied Gregory de Rokesle den Großteil ihres Besitzes übernahm.